# Araguaya - A Conspiração do Silêncio
Araguaya - A Conspiração do Silêncio é um filme brasileiro de 2004 escrito e dirigido por Ronaldo Duque. Ganhador do Prêmio Especial de Gramado de 2004, o filme é baseado nos acontecimentos da Guerrilha do Araguaia, que aconteceu na década de 1970, no norte do Brasil.

## Sinopse
O Exército Brasileiro no auge da ideologia da segurança nacional, um partido de esquerda dissidente, militantes aguerridos (a maioria deles ainda jovem e inexperiente), inocentes camponeses e uma região onde a ambição e a miséria disputavam lugar palmo a palmo. 

## Elenco
- Northon Nascimento (Osvaldão)
- Françoise Forton (Dora)
- Danton Mello (Carlos)
- Narciza Leão (Lúcia)
- Stephane Brodt (Pe. Chico)
- Fernanda Maiorano (Tininha)
- Rosanne Mulholland (Alice)
- Rômulo Augusto (Flávio)
- William Ferreira (Juca)
- Cacá Amaral (Mário)
- Claudio Jaborandi (Cabo Abdon)
- Humberto Pedrancini (General Mamede)
- Fernando Alves Pinto (Tenente Álvaro)
- Pablo Peixoto (Geraldo)
- Adriano Barroso (Anselmo)